# Annika Thor
Annika Thor, född den 2 juli 1950 i Göteborg, är en svensk författare, dramaturg och manusförfattare. Hon har tilldelats många priser för sina verk, bland annat Augustpriset för sin ungdomsbok Sanning eller konsekvens. Hon satt mellan 1998 och 2009 på stol nr 11 i Svenska barnboksakademien.

## Karriär
Efter bibliotekarieutbildning och arbete några år som bibliotekarie gick hon en medieutbildning på Dramatiska institutet i Stockholm och arbetade därefter som kultursekreterare i Huddinge kommun för att senare verka som frilansjournalist.
1996 debuterade hon som författare med boken En ö i havet. Boken handlar om de två judiska systrarna Steffi och Nelli från Wien som på grund av judeförföljelserna hamnar i ett svenskt fosterhem på en ö i Göteborgs skärgård. Boken blev en stor succé och har tryckts i 120 000 exemplar. Redan innan boken kommit ut var den andra boken i serien, Näckrosdammen färdig. De två avslutande delarna Havets djup och Öppet hav kom 1998 och 1999. År 2003 sändes en tv-serie baserad på böckerna, där Thor själv hade skrivit manuset.
1997 släppte Annika Thor tillsammans med filmaren Christina Olofson filmen Sanning eller konsekvens. Filmen handlar om ett gäng tolvåriga flickor och deras vardag och relationer. På grund av att finansieringen av filmen var problematisk hann Thor även skriva klart en bok med samma namn som släpptes samtidigt som filmen. Båda två blev framgångsrika: filmen tilldelades en guldbagge och boken fick Augustpriset. År 2002 började Annika Thor också skriva böcker som vänder sig till en yngre läsekrets. Rött hjärta blå fjäril och dess uppföljare Pirr i magen klump i halsen. De nya skorna och Loves kanin, där Cecilia Torudd gjort illustrationerna kom ut 2008 och vänder sig till nybörjarläsare.
Annika Thor har även skrivit böcker för vuxna. I Altuns tre liv berättar hon tillsammans med Altun Basaran historien om Altuns liv, från barndomen i Turkiet till bortgiftet och flykten tillsammans med mannen och barnen till Sverige.  Annika Thors andra vuxenbok Motljus gavs ut 2008. Den handlar om ett par som varit gifta i många år men vars hela tillvaro ställs på sin spets på grund av en dödsannons i tidningen.

## Filmmanus
- 1990 – En hel del
- 1997 – Sanning eller konsekvens
- 2001 – Kattbreven
- 2003 – Hannah med H

## Priser och utmärkelser (urval)
- 1996 – BMF-Barnboksplaketten för En ö i havet
- 1997 – Bokjuryn (kategori 10–13 år)
- 1997 – Augustpriset för Sanning eller konsekvens
- 1997 – Guldbagge för manuset till filmen Sanning eller konsekvens
- 1997 – BMF-Barnboksplaketten för Sanning eller konsekvens
- 1998 – Bokjuryn (kategori: barnens eget val 13–19 år)
- 1998 – Wettergrens barnbokollon
- 1999 – Nils Holgersson-plaketten för Havets djup
- 1999 – Nordiske Börnebogspris
- 1999 – Deutscher Jugendliteraturpreis för En ö i havet
- 2000 – Astrid Lindgren-priset
- 2000 – Bokjuryn (kategori 13–19 år)
- 2000 - Janusz Korczak Literary Prize
- 2004 – Schullströmska priset för barn- och ungdomslitteratur
- 2005 – Maria Gripe-priset
- 2015 - Elsa Beskow-plaketten,[3] tillsammans med Maria Jönsson
- 2021 - Stiftelsen Martha Sandwall-Bergströms författarfonds stipendium [4]